# Pyramid Lake
Pyramid Lake är en sjö i Kanada.   Den ligger i provinsen Alberta, i den centrala delen av landet, 3 100 km väster om huvudstaden Ottawa. Pyramid Lake ligger 1 180 meter över havet. Arean är 0,95 kvadratkilometer.Den sträcker sig 1,7 kilometer i nord-sydlig riktning, och 1,2 kilometer i öst-västlig riktning.
I omgivningarna runt Pyramid Lake växer i huvudsak barrskog. Runt Pyramid Lake är det mycket glesbefolkat, med 5 invånare per kvadratkilometer.